# Euchlanis lyra
Euchlanis lyra is een raderdiertjessoort uit de familie Euchlanidae. De wetenschappelijke naam van deze soort is voor het eerst geldig gepubliceerd in 1886 door Hudson.